# Freddie Gruber
Freddie Gruber (* 27. Mai 1927 in der Bronx, New York City; † 11. Oktober 2011 in Los Angeles) war ein US-amerikanischer Jazz-Schlagzeuger und Musikpädagoge.

## Leben und Wirken
Grubers Vater war Ballsaaltänzer; nach Studienjahren u. a. bei Henry Adler (1941/42) arbeitete er mit Morey Feld, Mickey Scrima und Cozy Cole. Ab 1943 war er als professioneller Musiker tätig, so hatte er in den 1940er Jahren ein Trio mit Ram Ramirez, das im New Yorker Greenwich Village auftrat; außerdem spielte er mit Benny Ventura. In einem Metronome-Artikel (The Shape of Jazz to Come) lobte Barry Ulanov sein polyrhythmisches Konzept. Lebenslang war er mit Buddy Rich befreundet, mit dem er zeitweise zusammen wohnte. Ende der 1940er Jahre spielte er mit Tony Scott, Jackie Paris, Rudy Vallée, im Three Deuces mit Harry „The Hipster“ Gibson,
Dave Schildkraut, Tony Fruscella und Buddy DeFranco; er gehörte auch der Gene-Roland-Probenband an und spielte darin u. a. mit Musikern wie Charlie Parker, Al Cohn/Zoot Sims, Red Rodney und Anfang der 1950er Jahre mit Oscar Pettiford.
1955 zog er nach Kalifornien, arbeitete kurz in Las Vegas und wirkte in der zweiten Hälfte der 1950er Jahre in Los Angeles an Sessions mit Scott LaFaro, Gary Peacock, Charlie Haden, Hampton Hawes, Dexter Gordon, Bobby Hutcherson, Walter Norris und Dave Pike mit; Mitte der 1960er Jahre spielte er mit Art Pepper. In dieser Zeit begann er vermehrt zu unterrichten, zunächst in Clubs und in Terry Gibbs’ Musikgeschäft (1965–67), dann in seinem eigenen Haus; zu seinen Schülern gehörten u. a. John Guerin und Don Ellis, später Neil Peart, Vinnie Colaiuta, Steve Smith, Dave Weckl, Peter Erskine, Adam Nussbaum, Anton Fig, Jim Keltner oder Mitch Mitchell; außerdem hielt er regelmäßig Workshops und Kurse in Europa.
Der Schlagzeuger Elvin Jones zählte Gruber zu seinen Haupteinflüssen.

## Diskografische Hinweise
- Gene Roland Band: The Band That Never Was (Spotlite, 1948)[3]